# Église Saint-Martin de Troissy
L'église de Troissy est un monument historique classé en 1911 se trouvant au centre du village de Troissy, en France.

## Historique
L'église Saint-Martin fait partie des monuments classés monument historique par arrêté de 1911.

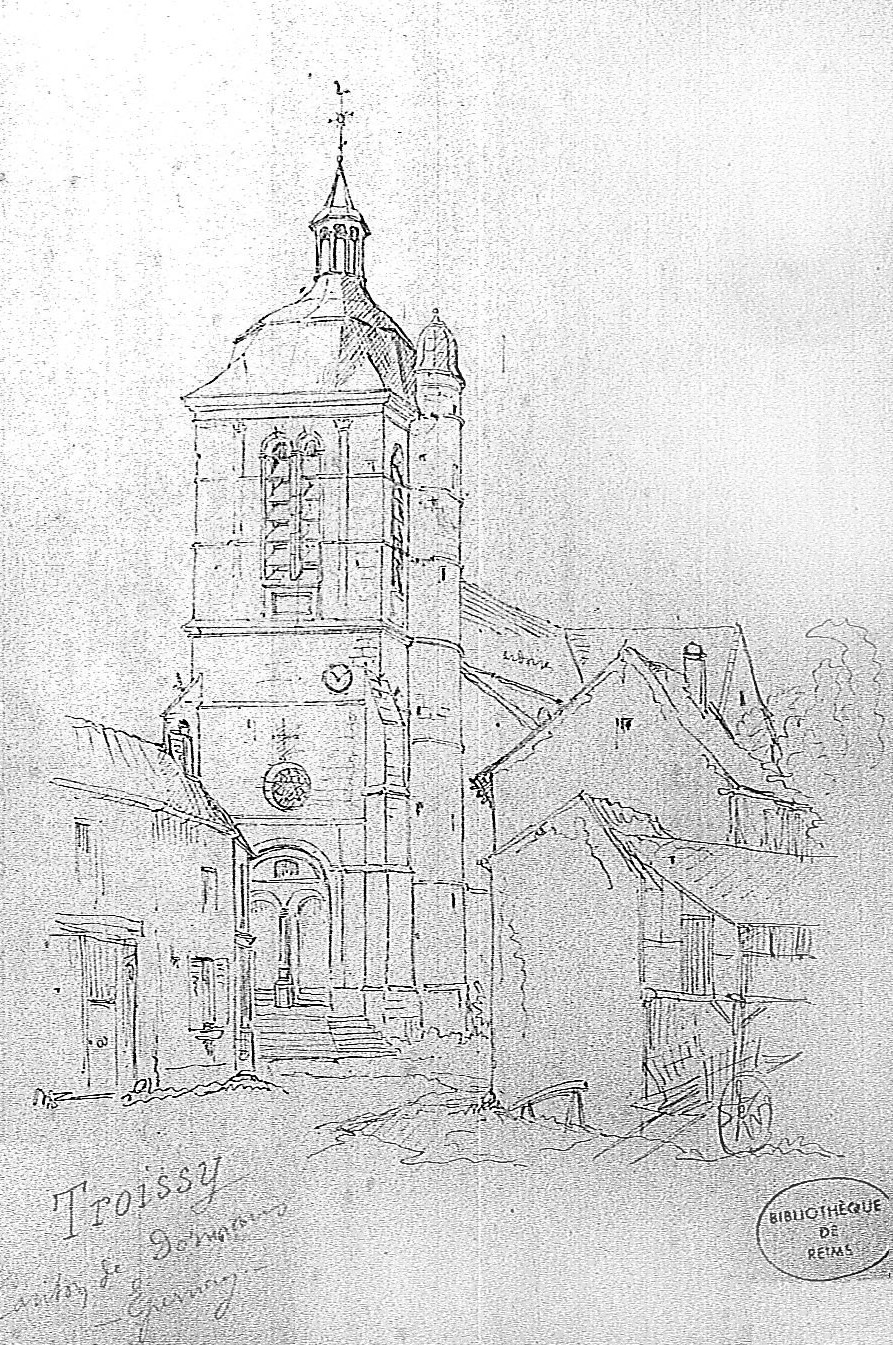
En 1871 par Émile Gastebois,
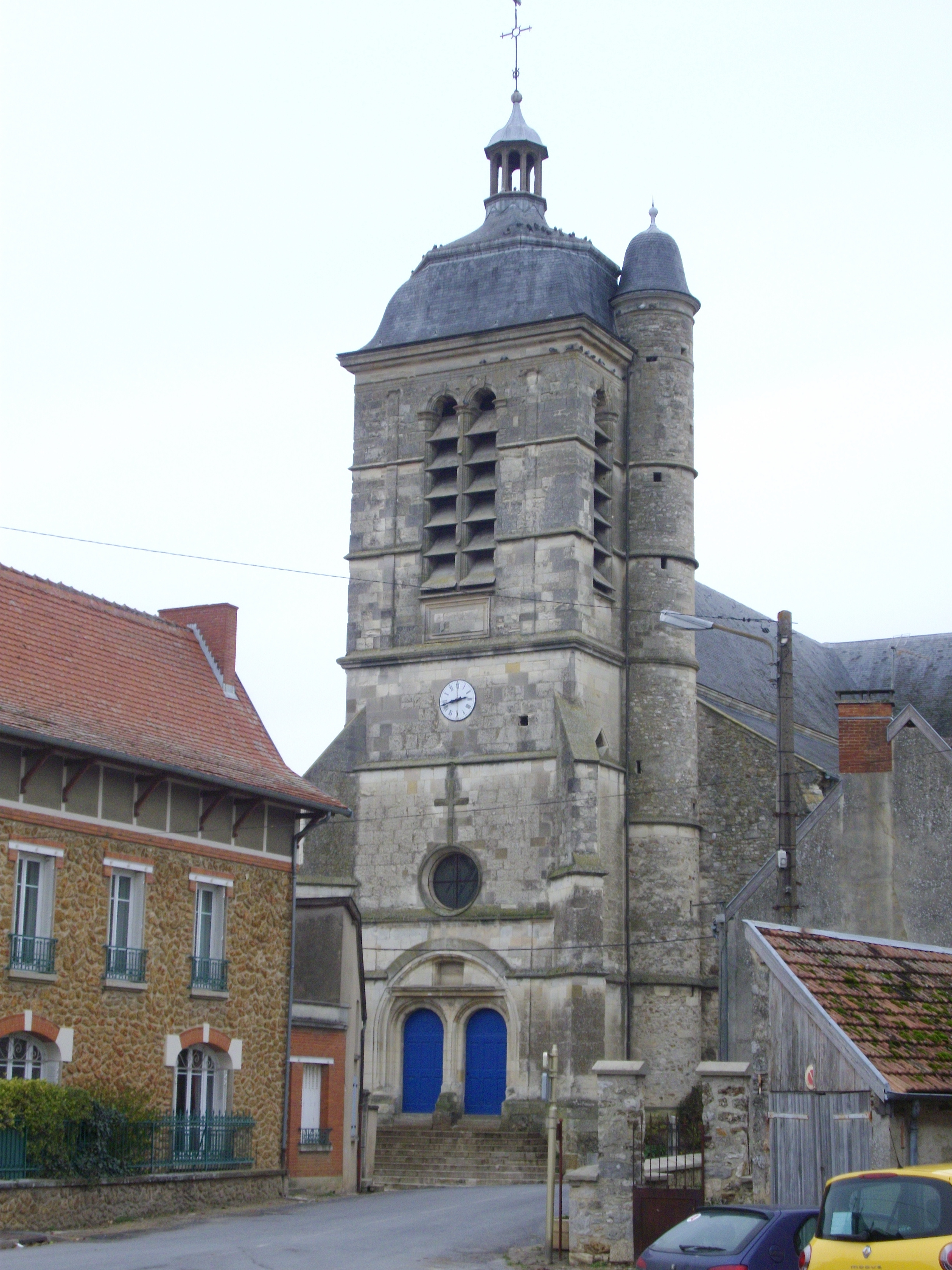
en 2013,
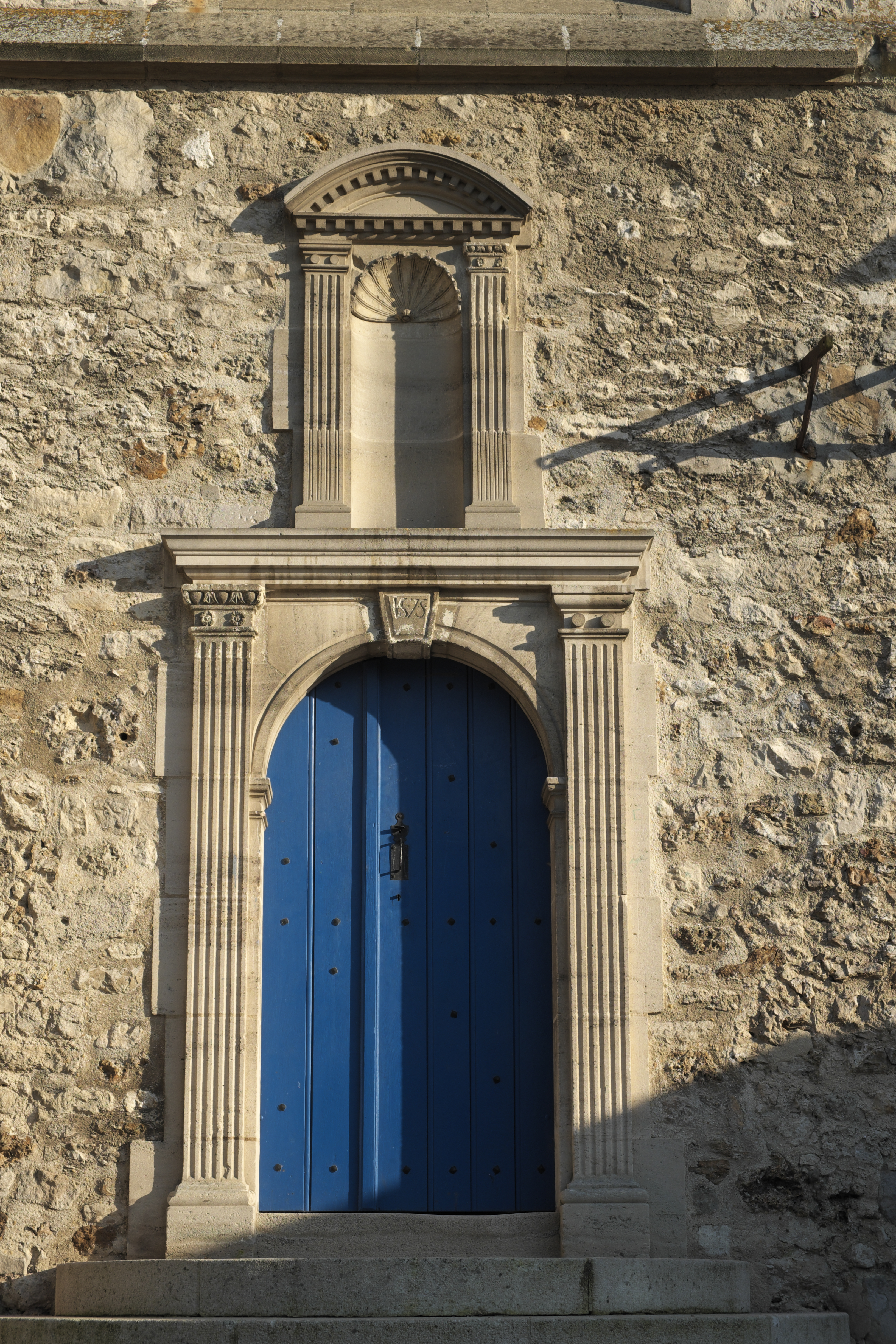
porte latérale.